# Ksar El Hirane
Ksar El Hirane ou Ksar Hirane est une commune de la wilaya de Laghouat en Algérie.

## Géographie
|                     | El Assafia     |             |
| Bennasser Benchohra | Ksar El Hirane | Hassi Delaa |
|                     | Hassi Delaa    |             |

## Histoire
Elle devient une commune de plein exercice le 20 décembre 1958.
Pendant la decennie noire, la ville est le siège de plusieurs affrontements entre l'armée et les maquisards islamistes. Pluseiurs centaines d'habitants seront victimes de ces affrontements, entre les attentas des groupes armés et les violentes représailles des forces de l'ordre.